# Serkeiczey de Fogaras
Serkeiczey de Fogaras  a fost o familie nobiliară din Transilvania.
Boierul Ionașcu Serkeiczey de Fogaras și frații săi Andrei, Ioan și Bărbat primesc diplomă de înnobilare de la Împăratul Leopold I, dată la Viena în 30 martie 1665 pentru eroism în războiul contra turcilor, aliați cu voievodul Transilvaniei Rakoczi.